# Hymenophyllum brevifrons
Hymenophyllum brevifrons là một loài dương xỉ trong họ Hymenophyllaceae. Loài này được Kunze mô tả khoa học đầu tiên năm 1847.